# Helena Almeida
Helena Almeida GOIH (Lisboa, 1934 — Sintra, 25 de setembro de 2018) foi uma artista plástica portuguesa.
Helena Almeida iniciou a sua carreira no final da década de 1960 e é uma figura incontornável no panorama artístico português contemporâneo. Autora de uma obra multifacetada, sintonizada com as práticas artísticas mais avançadas da época, viria a centrar-se num território onde o seu próprio corpo é elemento nuclear. Uma grande retrospectiva da sua obra, intitulada "A minha obra é o meu corpo, o meu corpo é a minha obra", foi exposta no Museu de Serralves, Porto (2015), e em Paris (2016) e Bruxelas. Em 2018 está em destaque na Tate Modern, em Londres, num espaço focado na relação entre o indivíduo e a obra da arte; é apresentada a peça em fotografia “Tela Habitada” e a série “Desenho (com pigmento)”. 
Faleceu a 25 de Setembro de 2018.

## Biografia / Obra

Pintura habitada, 1975, acrílico sobre foto a preto e branco, 46 x 52 cm

Filha do escultor Leopoldo de Almeida (1898 - 1975) Helena Almeida nasce em Lisboa em 1934. Em 1955 termina o curso de pintura da Escola Superior de Belas Artes de Lisboa; já então casada com o arquiteto Artur Rosa e mãe de dois filhos, irá dedicar os anos imediatos às tarefas familiares. Em 1964 obtém uma bolsa de estudos e desloca-se a Paris. 
Expõe individualmente pela primeira vez em 1967 (Galeria Buchholz, Lisboa), apresentando trabalhos que revelam já alguns traços da obra futura; nessas suas pinturas tridimensionais, inverte as componentes físicas da pintura ("o que estava virado para a frente era o gradeamento e a estrutura de madeira"), adicionando-lhes uma série de elementos tridimensionais (estore; portada). Estamos assim, desde o início, perante um exercício crítico através do qual "desmonta a estrutura lógica e a percepção da pintura".
Informado pelos princípios da arte concetual, esse exercício crítico irá extravasar para além do território restrito da pintura e do desenho, realizando-se numa prática multidisciplinar articulada primeiramente com o suporte fotográfico (segundo João Pinharanda, "a fotografia é a placa central do seu discurso"), mas que se cruza identicamente com a performance e a escultura.
A partir de 1969 Helena Almeida define um novo aspeto nuclear da sua obra, o desejo de autorrepresentação, "o desejo de que a pintura e o desenho se tornem corpo, de que se anule a distância entre corpo e obra". No início da década de 1970 interroga o desenho, que se torna em balão de ensaio do que estava para vir. A utilização de fio de crina permite-lhe "tornar o traço tridimensional e fazer com que o desenho salte do papel, se autonomize da superfície". O questionamento estende-se depois à pintura, materializada agora através de manchas azuis ou vermelhas que se independentizam, preenchendo a boca, espalhando-se (ou sendo espalhadas) pelas mãos…  Nas suas Pinturas habitadas de 1975-77 a pintura "agarra-se com as mãos, entra pela boca ou derrama-se numa lágrima. Em 1976 a artista afirmava: «creio estar perto da verdade se disser que pinto a pintura e desenho o desenho»".

Voar (fragmento), 2001, 4 fotografias, 124 x 180 cm

A partir de 1975 fotografia, pintura e desenho conjugam-se numa prática artística que se constrói "nos limiares de todas essas disciplinas, criando a sua própria linguagem e com o corpo da artista como primeiro suporte de intervenção plástica". No entanto em nenhum caso poderá falar-se de autorretrato – estas obras "nada nos dizem sobre o corpo concreto ou a natureza psicológica da artista" –, nem de teatralização ou encenação de outros personagens.
Se a pintura e o desenho são essenciais para o entendimento do trabalho de Helena Almeida nas décadas de 1970 e 1980, a escultura e a performance são as linguagens a que devemos recorrer para pensar muitas das obras posteriores onde se foca na relação entre o corpo e o espaço, nomeadamente o espaço do seu ateliê. É o que acontece em Dentro de mim, 2001, em que cola um espelho estreito, vertical, ao seu corpo, afirmando "o desejo de que o corpo se prolongue, que saia e ultrapasse os seus limites físicos", ou na série Voar, do mesmo ano, onde arrisca uma vez mais "a relação entre o seu corpo e o espaço, de modo simultaneamente irónico e lúdico. O desejo de ultrapassar os limites físicos está novamente presente, mas agora é este próprio desejo que é submetido a um exercício de autocrítica ou autoironia" .
"Ando em círculo; os ciclos voltam. O trabalho nunca está completo, tem de se voltar a fazer. O que me interessa é sempre o mesmo: o espaço, a casa, o teto, o canto, o chão; depois, o espaço físico da tela, mas o que eu quero é tratar de emoções. São maneiras de contar uma história".

## Exposições / Prémios

### Exposições individuais
Helena Almeida representou Portugal na Bienal de São Paulo, Brasil (1979), na Bienal de Veneza (1982 e 2005) e na Bienal de Sidney (2004). 
Do seu vasto currículo de exposições individuais em Portugal e no estrangeiro, podem destacar-se: Musée Charleroi, Bélgica (1991); Fundação de Serralves, Porto (1995); Centro Galego de Arte Contemporânea, Santiago de Compostela (2000); MEIAC- Museu Estremenho e Ibero-americano de Arte Contemporânea, Badajoz (2000); Drawing Art Centre, Nova Iorque (2004); Centro Cultural de Belém, Lisboa (2004); Kettle’s Yard, Cambridge (2009); Fundación Telefónica, Madrid (2009); Museu de Serralves, Porto (2015-2016).
E ainda: Galeria Buchholz, Lisboa (1967, 68, 69); Galeria Quadrante, Lisboa (1970); Galeria Judite Dacruz, Lisboa (1971); Galeria Módulo, Porto (1972, 76); Sociedade Nacional de Belas Artes, Lisboa (1972, 76); Galerie e+o Friedrich, Bern (1978, 80); Galerie Bama, Paris (1978, 81); Galeria EMI Valentim de Carvalho, Lisboa (1985, 90); Galerie Kara, Génova (1986); Cooperativa Diferença, Lisboa (1988); Richard Demarco Gallery, Edimburgo (1989); Casa D’América, Madrid (1997); Galeria Presença, Porto (1998, 2002); Galeria Estrany de la Mota, Barcelona (2000); Thomas Erben Gallery, Nova Iorque (2001); Galeria Filomena Soares, Lisboa (2001); Galeria Helga Avelar, Madrid (2001); etc.

### Prémios
Obteve vários prémios, de onde podem destacar-se: 
- 1º Prémio de Desenho, Coimbra, 1969;[14]
- Prémio da 11ª Bienal de Tóquio; [14]
- Prémio da Bienal de Vila Nova de Cerveira, 1984;[14]
- Prémio da Fundação Calouste Gulbenkian, 1984;[14]
- Prémio BESphoto, 2004;[15]
- Prémio AICA, 2004.[16]

A 9 de junho de 2003, foi agraciada com o grau de Grande-Oficial da Ordem do Infante D. Henrique.